# Rijksweg 32
Rijksweg 32 is een Nederlandse autoweg en autosnelweg die Meppel met Leeuwarden verbindt. De weg begint bij knooppunt Lankhorst met de A28. Bij het knooppunt Heerenveen kruist de A32 de A7. De weg eindigt bij Knooppunt Werpsterhoek met de N31.
Over de A32 liggen twee aquaducten: bij Akkrum het Leppa Akwadukt in de Boorne en bij Grouw het Akwadukt Mid-Fryslân in het Prinses Margrietkanaal.
Door toenemend verkeer stagneerde in de ochtendspits nabij het knooppunt Lankhorst de doorstroming vaak door filevorming. Het is daarom in 2009 aangelegd als volledig trompetknooppunt.
Rijkswaterstaat heeft de A28 vanaf knooppunt Lankhorst tot de aansluiting Ommen (net voor Zwolle) van een 2x2 naar 2x3 rijstroken verbreed, aangezien de capaciteit niet toereikend was om het verkeer van de A32 en de toerit bij Meppel-Zuid soepel in te laten stromen. De verbreding ging gepaard met een reconstructie van knooppunt Lankhorst.

## Aantal rijstroken
| Traject                                  | Aantal rijstroken | Maximumsnelheid |
| ---------------------------------------- | ----------------- | --------------- |
| Knooppunt Lankhorst - afrit Meppel-Noord | 2×2               | 120 km/h*       |
| afrit Meppel-Noord - afrit Wirdum        | 2×2               | 130 km/h*       |
| afrit Wirdum - Knooppunt Werpsterhoek    | 2×2               | 100 km/h        |
| * maximumsnelheid tussen 6-19h: 100 km/h |                   |                 |

## Verkeersintensiteiten
Er is geen structurele grootschalige congestie op de A32. Wel is er op werkdagen enig oponthoud bij de invoeging van de A32 op de A28, omdat de A28 tussen Meppel en Zwolle een capaciteitsknelpunt kent.
Hieronder de werkdaggemiddelden in motorvoertuigen per etmaal voor enkele telpunten.
| Telpunt | Wirdum | Grouw  | Heerenveen-Oost | Ter Idzard | Pijlebrug | Meppel-Zuid |
| ------- | ------ | ------ | --------------- | ---------- | --------- | ----------- |
| 1986    | 11.900 | 11.050 | 13.500          | 11.550     | 9.150     | 13.250      |
| 1993    | 16.000 | 14.500 | 12.700          | 13.050     | 18.900    | 20.350      |
| 1994    | 18.350 | 16.500 | 13.100          | 13.800     | 19.400    | 20.300      |
| 1995    | 23.100 | 16.650 | 13.600          | 14.700     | 20.600    | 21.350      |
| 1996    | 22.000 | 16.250 | 14.050          | 14.050     | 21.150    | 23.500      |
| 1997    | 24.000 | 17.450 | 15.550          | 16.050     | 22.750    | 24.550      |
| 1998    | 26.150 | 20.200 | 16.000          | 17.300     | 26.750    | 28.700      |
| 1999    | 28.400 | 22.750 | 19.800          | 22.100     | 28.450    | 30.800      |
| 2000    | 30.100 | 24.900 | 22.400          | 22.800     | 29.600    | 31.500      |
| 2001    | 31.400 | 26.000 | 23.800          | 24.050     | 31.050    | 32.500      |
| 2002    | 33.900 | 27.150 | 25.050          | 25.400     | 32.550    | 33.700      |
| 2003    | 35.000 | 28.200 | 25.700          | 26.100     | 33.600    | 34.900      |
| 2004    | 35.550 | 29.100 | 25.900          | 26.250     | 32.950    | 33.400      |
| 2005    | 35.400 | 29.700 | 26.700          | 27.500     | 34.850    | 34.950      |
| 2006    | 35.900 | 30.700 | 27.950          | 30.300     | 37.350    | 37.450      |

## Fotogalerij

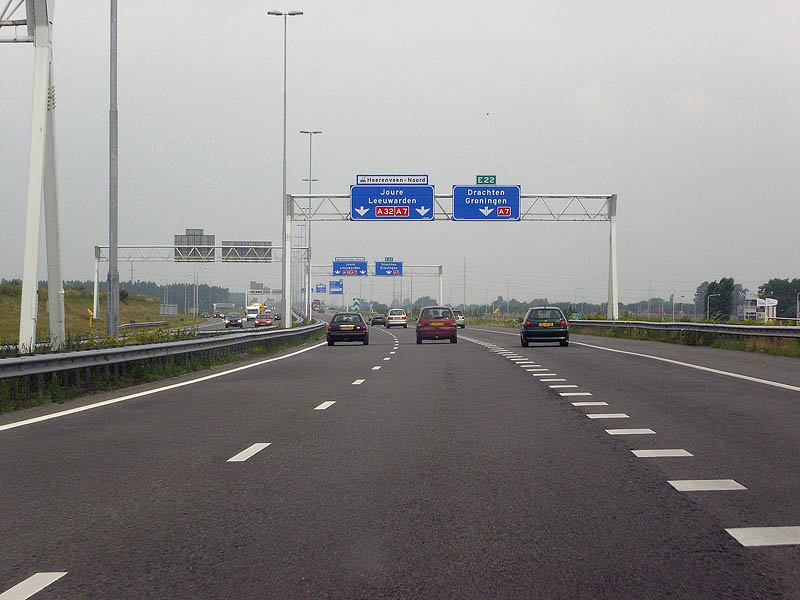
A32 Knooppunt Heerenveen
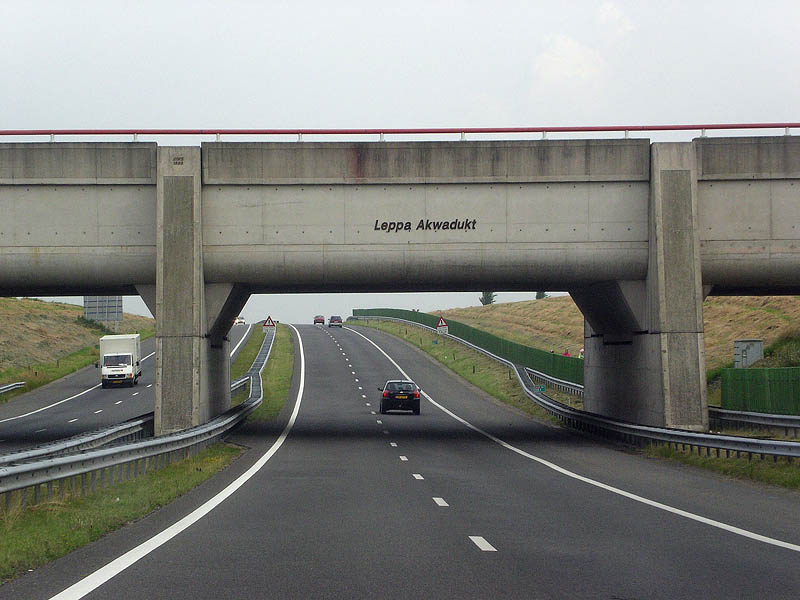
A32 Leppa Akwadukt bij Akkrum
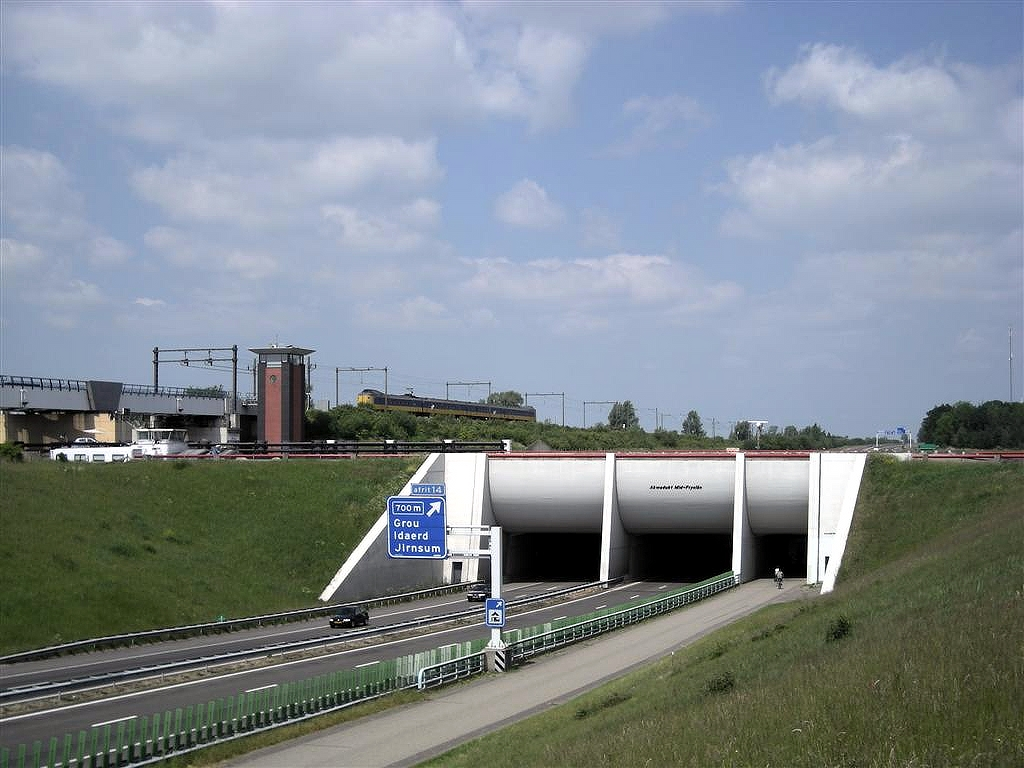
A32 Akwadukt Mid-Fryslân bij Grouw